# Aleksander Mieroszewski
Aleksander Mieroszewski (ur. 1781, zm. 1846 w Mysłowicach) – kapitan strzelców konnych armii Księstwa Warszawskiego, VII ordynat mysłowicki. Znany z rozrzutnego życia; doprowadził do sprzedaży ordynacji mysłowickiej Wincklerom w 1839.

## Życiorys
Urodził się w 1781 roku jako najstarszy syn Stanisława Mieroszewskiego i Kunegundy hr. Zborowskiej herbu Jastrzębiec. Był VII ordynatem mysłowickim i miał dwóch braci: Ignacego (żył w latach 1787–1854) i Jana Chrzciciela (1789–1867), a także siostry: Franciszkę (1779–1865), Helenę (1783–1870) i Teofilę (ur. 1799). Byli przedstawicielami mazowieckiego rodu Mieroszewskich herbu Ślepowron, który władał Mysłowicami w latach 1637–1839.
Wspólnie ze swym bratem Ignacym władali majoratem od 1824 roku, przy czym Aleksander Mieroszewski był uważany za „człowieka prostego, mającego mało rozumu”. Po przejęciu znaczącej wielkości majątku w Krzcięcicach, bracia zaczęli prowadzić rozrzutne i wystawne życie, w konsekwencji roztrwaniając ojcowski majątek, po czym przenieśli się do Mysłowic.

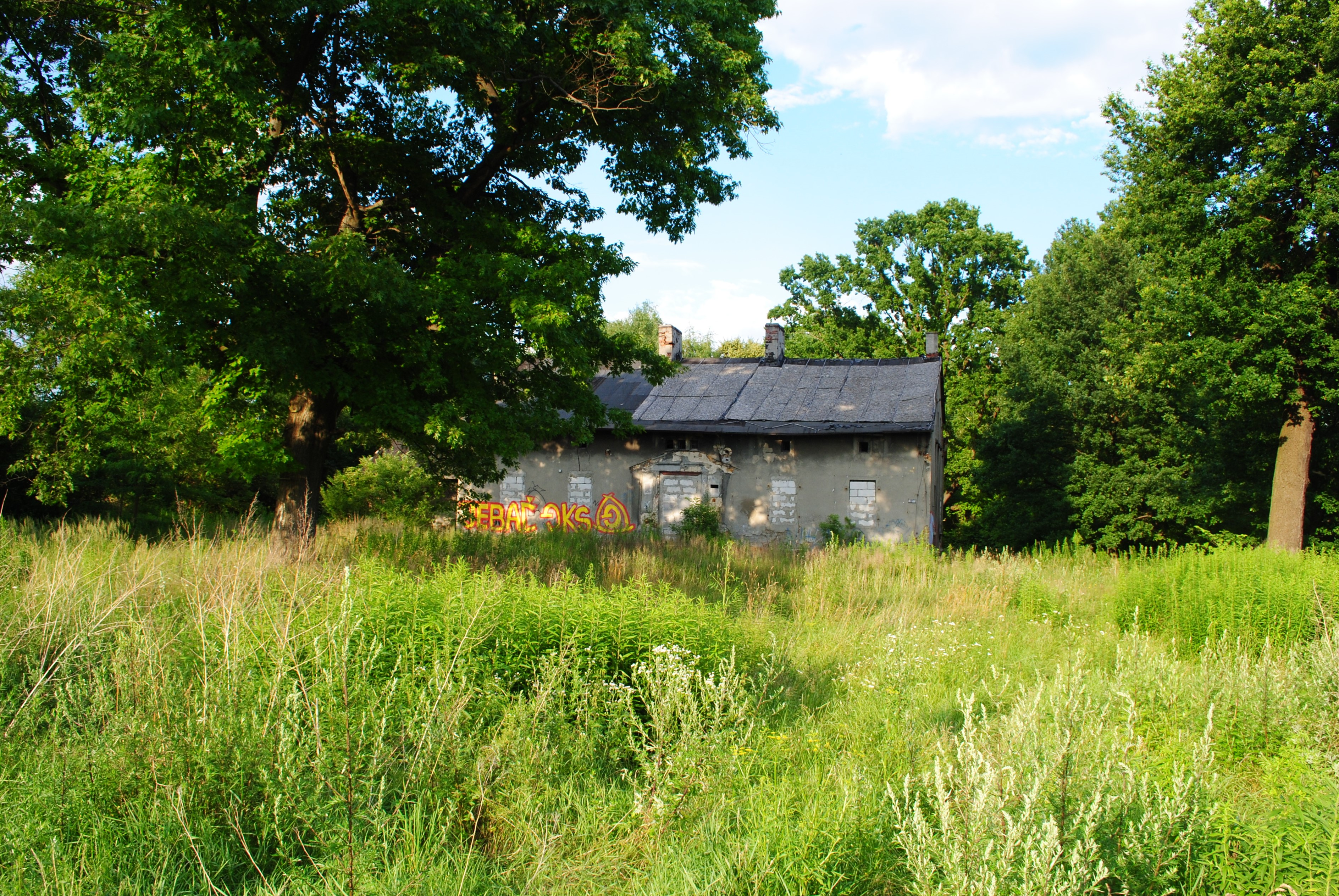
Dworek myśliwski w Katowicach-Janowie, postawiony na zlecenie Aleksandra Mieroszewskiego w miejsce drewnianego budynku

W dobrach mysłowickich wciąż wiódł wystawne i luksusowe życie. Na jego dworze fornale nosili liberie w barwach herbowych oraz mieli paradne konie, zamiłowanie do których pozostało po tym, jak był on kapitanem strzelców konnych w armii Księstwa Warszawskiego. Utrzymywał też duże stajnie, stale kupował i sprzedawał konie, często po bardzo zawyżonych cenach, płacił też za niepotrzebne dodatki do polowań .
Mieszkając w Mysłowicach większość czasu spędzał w janowskim dworku myśliwskim na terenie późniejszych Katowic, który sobie specjalnie upodobał. W miejscu drewnianego budynku wybudował murowany obiekt , a obok niego nad Boliną i stawem urządził park w stylu angielskim z promenadą, stawem rybnym i gondolami. W pobliżu janowskiego dworku w 1835 roku postawił obelisk z inskrypcją w języku polskim. W okresie powstania listopadowego w dworku w Janowie miały miejsce konspiracyjne spotkania, w których prócz polskich spiskowców z Królestwa Polskiego brał udział także Aleksander Mieroszewski.
W dobrach mysłowickich miał trzy luksusowo wyposażone domy, a poza swoją dotychczasową rezydencją w Mysłowicach zakupił również Dąbrówkę Małą oraz kamienicę w Mysłowicach po to, by łącznie w przez siebie posiadanych folwarkach w Roździeniu, Szopienicach, Brzęczkowicach i Janowie urządzić pokoje gościnne, które dzierżawcy byli zobowiązani utrzymywać do dyspozycji w należytym porządku.

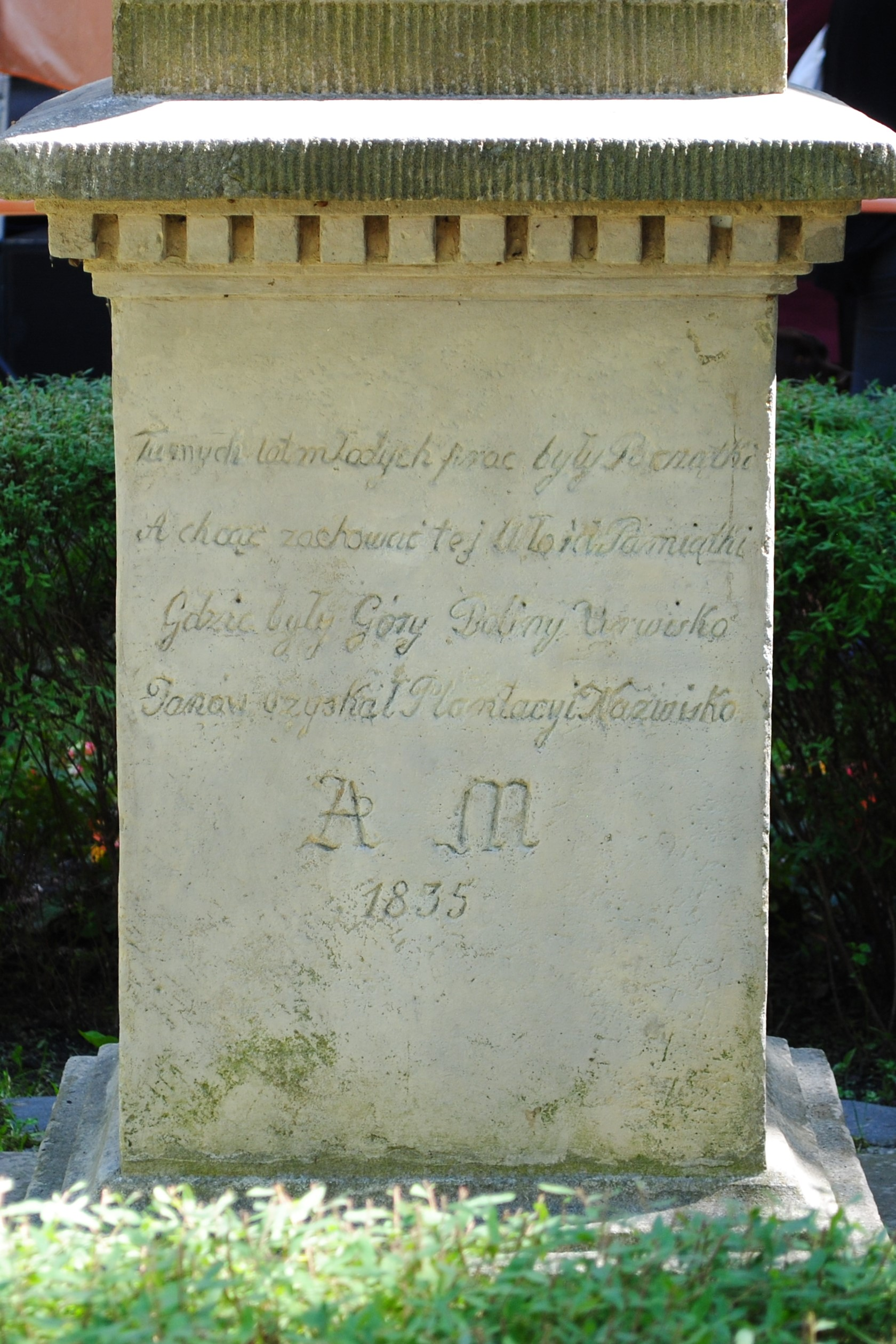
Inskrypcja na cokole obelisku z 1835 roku z inicjałami „A. M.”

W 1823 roku wspólnie z szychmistrzem Danielem Henrykiem Daliborem uzyskał nadanie na budowę kopalni węgla kamiennego „Morgenroth” w Janowie, w 1831 roku uzyskał nadanie na budowę kopalni „Gute Amalie”, a w 1838 roku wspólnie z mysłowickim restauratorem Traugottem Knautem uzyskał nadanie na budowę kopalni „Susanna”. W tych zakładach miał on połowę udziałów (kuksów). 
Zakładane kolejne nowe zakłady i kopalnie nie pomagały mu w zdobyciu środków finansowych, a kuksy nie dawały mu wystarczających dochodów . By zdobyć pieniądze na stale wzrastające potrzeby zaczął wyprzedawać różne części swojego majątku. W pierwszej kolejności wydzierżawił dworskie folwarki (w tym w Janowie), by w niedługim czasie ponownie je odzyskać, ale z wyższym odszkodowaniem od sumy otrzymanej za dzierżawę. Zaczął także zaciągać pożyczki od zamożnego żydowskiego kupca z Mysłowic, Freunda, któremu też oddał m.in. wyposażoną w bardzo drogie meble kamienicę w Mysłowicach . Konsekwencją prowadzonej przez niego polityki było znaczne zubożenie chłopstwa i mieszczaństwa w eksploatowanych nadmiernie dobrach mysłowickich. 
Nie był w stanie włączyć się w nurt rozwijanej działalności przemysłowej, a nie mając na ten cel kapitału, był bezsilny w nowej sytuacji. Wkrótce podjął decyzję o sprzedaży mysłowickiej ordynacji. Członkowie rodu Mieroszewskich, by nie pozwolić na sprzedaż majątku, chcieli go nawet pozbawić praw ordynata. Aleksander Mieroszewski ordynację odstąpił w tajemnicy przed swoją rodziną, a jego brat Jan Chrzciciel robił wszystko, by ten akt unieważnić. Ostatecznie Mieroszewscy porozumieli się w Wincklerami i za zgodą obu stron na mocy aktu spisanego 8 maja 1839 roku w Pszczynie unieważniono wieczystą dzierżawę, tworząc majorat finansowy, w konsekwencji czego właścicielami Mysłowic zostali Wincklerowie, a tytularnymi ordynatami pozostali Mieroszewscy. Aleksandrowi przyznano m.in. prawo mieszkania do końca życia w mysłowickim zameczku, w którym zmarł w 1846 roku. Po jego śmierci ordynacja przeszła na własność Wincklerów .
Wcześniej, bo 23 czerwca 1823 roku w Mysłowicach urodził się Aleksander Mierowski – syn mieszczanina Żyły i jego żony Anny z Błaszyńskich. W 1835 roku został przybranym synem ordynata Aleksandra Mieroszewskiego, który nadał mu wówczas nazwisko Mierowski. Był on jednym z czołowych działaczy polskich Górnym Śląsku i głównym redaktorem Dziennika Górnośląskiego. W wydawanie pisma zaangażował majątek pozostawiony mu w spadku przez Aleksandra Mieroszewskiego.

## Upamiętnienie
- Pomnik-obelisk z litego piaskowca z 1835 roku (skw. Zillmannów w Katowicach, w dzielnicy Janów-Nikiszowiec[13]; pierwotnie przy janowskim zameczku myśliwskim); na cokole znajduje się inskrypcja o treści: „Tu mych lat młodych były początki / A chcąc zachować tej włości pamiątki / Gdzie były góry Boliny urwisko / Janów uzyskał plantacji nazwisko / A.M. / 1835”[7].